# Giải NBRMP cho phim tài liệu hay nhất
Giải NBRMP cho phim tài liệu hay nhất là một giải của NBRMP dành cho phim tài liệu, được bầu chọn là hay nhất. Giải này được lập từ năm 1940.

## Các phim đoạt giải

### Thập niên 1940
- 1940: The Fight for Life
- 1941: Target for Tonight; The Forgotten Village; Ku Kan; The Land
- 1942: Moscow Strikes Back; Native Land'; Word in Action
- 1943: Desert Victory; Battle of Russia; Prelude to War; Saludos Amigos; The Silent Village
- 1944: Memphis Belle; Attack! The Battle for New Britain; With the Marines at Tarawa; Battle for the Marianas; Tunisian Victory

### Thập niên 1950
Không biết

### Thập niên 1960
Không biết

### Thập niên 1970
Không biết

### Thập niên 1980
| Năm  | Phim               | Đạo diễn      |
| ---- | ------------------ | ------------- |
| 1988 | The Thin Blue Line | Errol Morris  |
| 1989 | Roger & Me         | Michael Moore |

### Thập niên 1990
| Năm  | Phim                                                 | Đạo diễn                       |
| ---- | ---------------------------------------------------- | ------------------------------ |
| 1992 | Brother's Keeper                                     | Joe Berlinger & Bruce Sinofsky |
| 1993 | The War Room                                         | Chris Hegedus & DA Pennebaker  |
| 1994 | Hoop Dreams                                          | Steve James                    |
| 1995 | Crumb                                                | Terry Zwigoff                  |
| 1996 | Paradise Lost: The Child Murders at Robin Hood Hills | Joe Berlinger & Bruce Sinofsky |
| 1997 | Fast, Cheap & Out of Control                         | Errol Morris                   |
| 1998 | Wild Man Blues                                       | Barbara Kopple                 |
| 1999 | Buena Vista Social Club                              | Wim Wenders                    |

### Thập niên 2000
| Năm  | Phim                                            | Đạo diễn                    |
| ---- | ----------------------------------------------- | --------------------------- |
| 2000 | The Life and Times of Hank Greenberg            | Aviva Kempner               |
| 2001 | The Endurance                                   | George Butler               |
| 2002 | Bowling for Columbine                           | Michael Moore               |
| 2003 | The Fog of War                                  | Errol Morris                |
| 2004 | Born into Brothels                              | Zana Briski & Ross Kauffman |
| 2005 | March of the Penguins (La marche de l'empereur) | Luc Jacquet                 |
| 2006 | An Inconvenient Truth                           | Davis Guggenheim            |
| 2007 | Body of War                                     | Phil Donahue & Ellen Spiro  |
| 2008 | Man on Wire                                     | James Marsh                 |